# ブロニスワフ・ピウスツキ
ブロニスワフ・ピオトル・ピウスツキ（ポーランド語: Bronisław Piotr Piłsudski, herbu Piłsudski、リトアニア語: Bronislovas Petras Pilsudskis、ロシア語: Брони́слав Пётр Гиня́тович Косьче́ша Пилсу́дский、ベラルーシ語: Браніслаў Пілсудзкі、1866年11月2日（ユリウス暦10月21日)  – 1918年5月17日頃）は、ロシア帝国生まれの文化人類学者、社会主義活動家。

## 生涯・人物

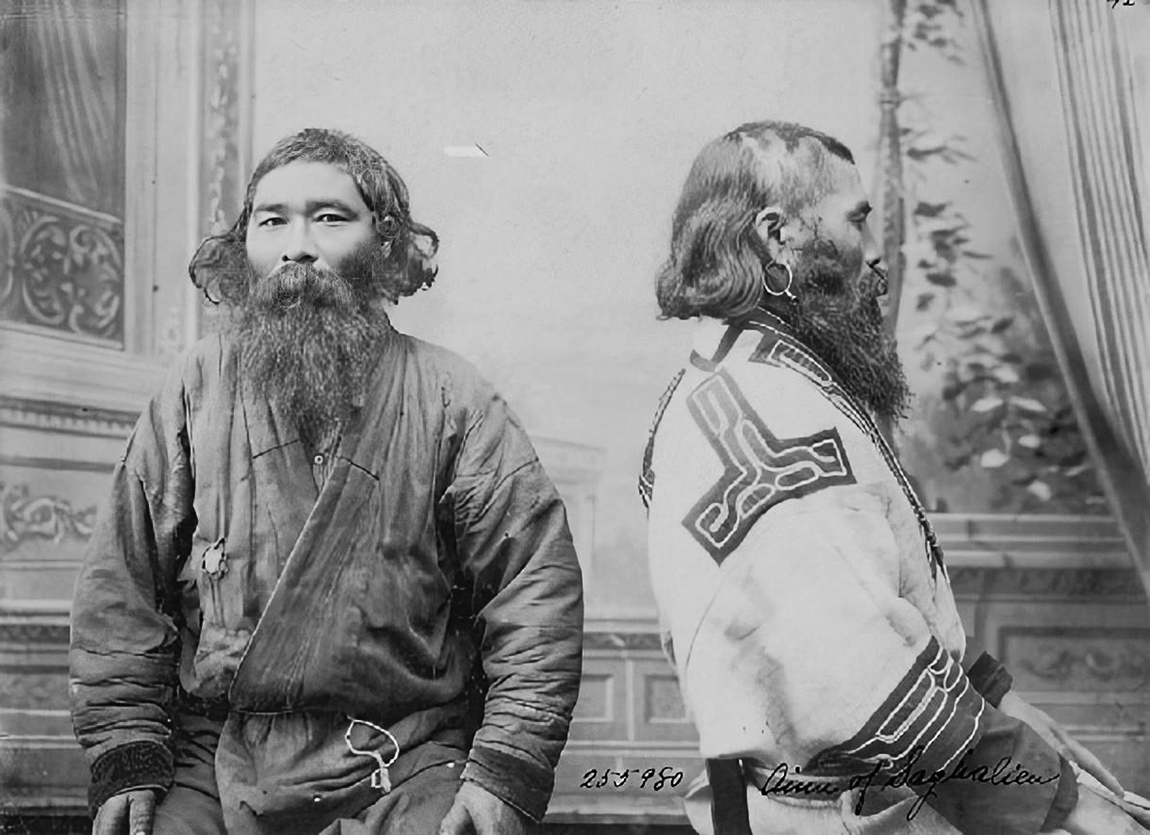
樺太アイヌ、ピウスツキ撮影

リトアニア首都ヴィリニュスから北東へ60km離れたシュヴェンチョニース（Švenčionys, ポーランド語: Święciany, ベラルーシ語: Свянцяны, ロシア語: Свенчаны）郡のズウフ（Zalavas, ポーランド語: Zułów, ベラルーシ語: Вёска Зулаў, Зулава, ロシア語: Зулов）（当時ロシア帝国に属していた）で没落したポーランド貴族の家に生まれる。ヴィリニュスで高等学校を中退。
1886年、ペテルブルク大学の法学部に入学。1887年、アレクサンドル3世暗殺計画に連座して懲役15年の判決を受け、サハリン（樺太）へ流刑となる。この時の処刑者には首謀者にしてウラジーミル・レーニンの兄アレクサンドル・ウリヤーノフがいた。
サハリンへ着くと、初めは大工として働き始めたが、その後、原住民の子供たちの「識字学校」を作ってロシア語や算術・算盤教育を始める。「識字学校」の教師の中には、日本と樺太アイヌの間に生まれた千徳太郎治がいた。その後警察の事務局員となり、ニヴフ（ギリヤーク）との交流が増えるようになる。

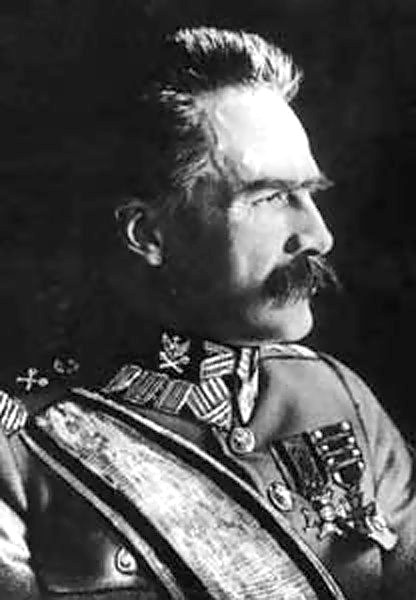
ブロニスワフの弟で後にポーランド第二共和国初代国家元首となったユゼフ・ピウスツキ

1891年、同じく流刑されていた民族学者のレフ・シュテンベルクと知り合う。その後、ニヴフ文化研究及びニヴフ語辞書作成に没頭。
1896年5月14日、アレクサンドル3世の死後に行われた大赦により、懲役刑が15年から10年に減刑される。この年になるとアイヌとも接触するようになり、資料収集を行う。12月6日にはアレクサンドロフスキー岬で開館された博物館に資料を提供。翌1897年に刑期満了。
1899年にはウラジオストクへ渡り、翌1900年のパリ万国博覧会用の資料を提供する。1902年にアイヌとウィルタ（オロッコ）の調査のため樺太へ戻り、写真機と蝋管蓄音機を携えて資料収集を行う。同年農民身分となる。年末には、樺太南部にある集落・アイ（日本名：栄浜村相浜）で村長バフンケの姪チュフサンマと結婚し、一男一女をもうける。二人の子どもは第二次世界大戦後、北海道に移住した。彼らの子孫が現在も日本で生活しており、長男木村助造（1903年-1971年）の子孫はピウスツキ家唯一の男系子孫である。チュフサンマは晩年失明し、1936年1月に樺太で死去した。
その後もロシア語などをアイヌに教える一方でアイヌ、ウィルタ、ツングース族などの資料収集を行っていたが、日露戦争勃発後の1905年、バフンケに反対されたため家族を止む無く残して日本へ渡る。
1905年4月12日、「樺太アイヌ統治規定草案」（沿海地方国家歴史図書館蔵）を作成。
日本では亡命ロシア人による反皇帝組織を支援したり、二葉亭四迷、横山源之助、上田将、大隈重信、鳥居龍蔵、坪井正五郎、宮崎民蔵、片山潜らと交流。同年にアメリカ経由でポーランドへ戻る。帰国後は、ヨーロッパ各地を転々としながら弟ユゼフらと文通を行い、亡命ポーランド人らと交流してポーランドの独立運動に携わる。その一方でロンドンの日英博覧会に出展された沙流アイヌから50話を採話するなど、アイヌ研究を続けた。
1918年、第一次世界大戦終結を前にしてパリでセーヌ川に身を投げて自殺。遺書は無かったために動機は不明である。

## 死後の顕彰など
- 2013年10月19日、その功績を讃えられ、祖国のポーランド政府から白老町のアイヌ民族博物館に胸像が贈られた[6]。
- 2016年には『ピウスツキ・ブロニスワフ～流刑囚、民族学者、英雄～』（ポーランド語: PITSUDSKI BRONISTAW: ZESTANIEC, ETNOGRAF, BOHATER）のタイトルでポーランドにて映画化された[7]。その後、2019年4月13日の『ポーランド映画祭2019 in 札幌』で当作品が上映された[8]。
- 2020年162回直木賞作品「熱源」で、ピウスツキと樺太アイヌとの交流についての記述がある。
- ピウスツキの命日である毎年5月17日に、ウポポイ（民族共生象徴空間）で彼をしのぶ式典が行われている[9]。

## 少数民族の研究

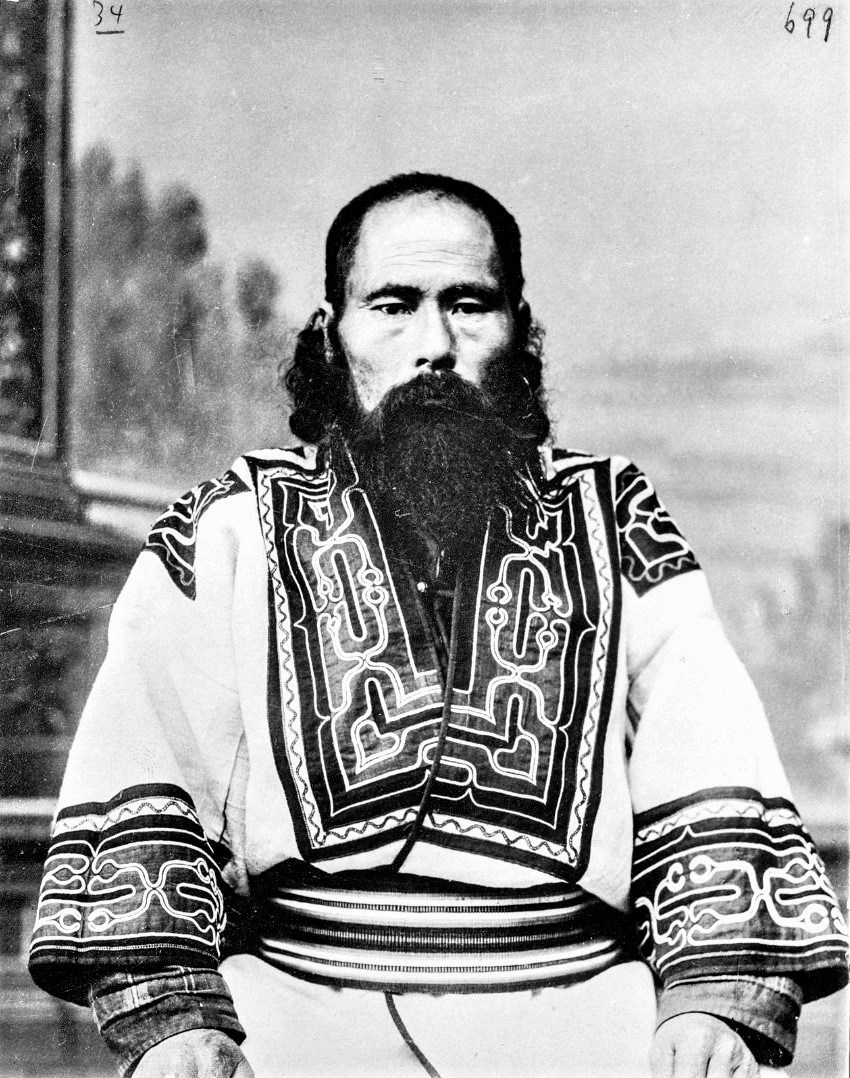
樺太東海岸のアイ集落の長・バフンケ（日本語名・木村愛吉　1855～1920年）ブロニスワフ・ピウスツキは彼の姪、チュフサンマと結婚した

流刑された10数年の間に樺太アイヌ、ニヴフ、ウィルタなどの写真・音声資料を多量に残した。特に蝋管は200から300本残したといわれているが、その多くは今だ行方不明である（ロシアなどで見つかる可能性はある）。現存する蝋管は、樺太アイヌ語最古の音声資料として重要である。
1983年、ポーランドのザコパネに残されていた64本の蝋管が言語学者であるアルフレッド・F・マイェヴィチによって発見された。これらはアダム・ミツキェヴィチ大学から北海道大学に貸与され、大学を中心としてピウスツキの資料研究が進められて、蝋管再生及び分析が行われた。樺太アイヌ語の最後の話者とされる浅井タケがこの調査に協力した。

## 家族・親族
- 弟：ユゼフ・ピウスツキは1918年にロシア帝国から独立したポーランド共和国の初代国家元首。

## 主な著作
- 「樺太アイヌ統治規定草案」1905年[注 2]。
- 「樺太アイヌの状態」上田将訳『世界』第26号、第27号、京華日報社、1906年。　このときの署名はブロニラウ・ピルスドスキー

### 英語翻訳
- The Collected Works of Bronislaw Pilsudski （アルフレッド・F・マイェヴィチ編集）
  - Volume 1: The Aborigines of Sakhalin.
  - Volume 2: Materials for the Study of the Ainu Language and Folklore (Cracow 1912).
  - Volume 3: Materials for the Study of the Ainu Language and Folklore II.
  - Volumn 4: Materials for the Study of Tungusic Languages and Folklore.